# Leptophiloscia baliensis
Leptophiloscia baliensis là một loài chân đều trong họ Philosciidae. Loài này được Herold miêu tả khoa học năm 1931.